# フレーベル館
株式会社フレーベル館（フレーベルかん、英: FROEBEL-KAN CO., LTD.）は、日本の東京都文京区にある児童書を中心とした出版社。TOPPANホールディングス株式会社の完全子会社。

## 概要
児童書や絵本、幼児教育の専門書などの出版で知られる。代表的な出版物は、「ウォーリーをさがせ!」、「キンダーブック」、やなせたかし「アンパンマン」シリーズ、稲吉紘実「絵のない絵本 この星が絵でうめつくされたら」など。社名は、幼児教育の基礎を作ったドイツ人の教育者フリードリヒ・フレーベルを記念したもの。社章はフレーベルの「恩物」に由来する。
幼児教育に関係した教育玩具、絵本、グッズのお店（えほんとおもちゃのお店）も直営している。
また「アンパンマン」オリジナル製品を数多くプロデュースし、全国の営業マン及び代理店を通じて販売している。
園児向けの画材ブランド「まんてんシリーズ」等を手がけ、すべての製品は国内の工場で生産している。

## 沿革
- 1907年(明治40年)4月21日 - 創業。
- 1920年(大正9年)11月27日 - 「株式会社フレーベル館」を設立。
- 1921年(大正10年)3月1日 - 神田区今川小路（現在の千代田区神田小川町）にて新社屋落成。
- 1927年(昭和2年)11月 - 絵本雑誌「キンダーブック」創刊。
- 1941年(昭和16年) - 軍の規制により「日本保育館」に社名変更
- 1942年(昭和17年) - 「キンダーブック」を「ミクニノコドモ」に改題
- 1944年(昭和19年)1月 - 「ミクニノコドモ」休刊
- 1946年(昭和21年)8月 - 社名をフレーベル館に戻し、「キンダーブック」復刊
- 1979年(昭和54年)3月13日 - NHK総合にて単発テレビアニメ「アンパンマン」放送。
- 1988年(昭和63年)10月3日 - 日本テレビにてトムス・エンタテインメント製作によるテレビアニメシリーズ「それいけ!アンパンマン」放送開始。
- 1989年(平成元年)3月11日 - 松竹配給による劇場版アンパンマンシリーズ第1作「キラキラ星の涙」公開。
- 1993年(平成5年) - 本社屋を神田小川町から現在の文京区本駒込に移転。
- 1999年(平成11年)7月24日 - 劇場版アンパンマンシリーズの配給元を松竹から東京テアトルに変更。
- 2001年(平成13年)10月1日 - 公式ネットショップ開店（開店当時はオンラインモールサイトに委託していたが、2017年1月現在は直営）。
- 2016年(平成28年)10月2日 - テレビ東京にて「キンダーブック創刊90周年記念プロジェクト・きんだーてれび」内でテレビアニメシリーズ「ぴったんこ!ねこざかな」・「おはよう!コケッコーさん」放送開始。
- 2018年(平成30年)
  - 1月13日 - 印刷博物館で開催された「キンダーブックの90年」展を天皇・皇后が見学。
  - 10月6・7日 - 「それいけ!アンパンマン」テレビアニメシリーズ放送30周年・劇場版30作記念イベント東京公演を両国国技館にて開催。
- 2019年(令和元年)1月4～5日 - 同大阪公演を大阪城ホールにて開催。

## 主な出版物
- 「アンパンマン」シリーズ（作/やなせたかし）
- 「絵のない絵本」シリーズ（作/稲吉紘実）
- 「ウォーリーをさがせ!」
- 「キンダーブック」
- 「リトルツインズ」（作/土田勇）
- 「ねこざかなシリーズ」（作/渡辺有一）
- 「コケッコーさんシリーズ」（作/かろくこうぼう）

## 主な製品
- 「まんてんシリーズ」
  - まんてんくれよん
  - まんてんぱすてら
  - まんてんカラー
- キンダーマーカー
  - キンダーマーカーたふっこ
  - キンダーノンドライマーカー
- フレーベル・デザイン・スタンダード
  - キンダーかがくミュージアム
  - キンダーアニマル
  - ototo（おとと）
  - フレーベルセレクトトイ
  - Yu-Mo（ゆーもー）
  - キンダークライム
  - なかよし
  - きほんのきっちん
  - スルスルペイントはじまるくん（サクラクレパスとの共同開発）
- マイブロック
  - マイブロックパステル
  - マイブロックII